# DEC 프로페셔널

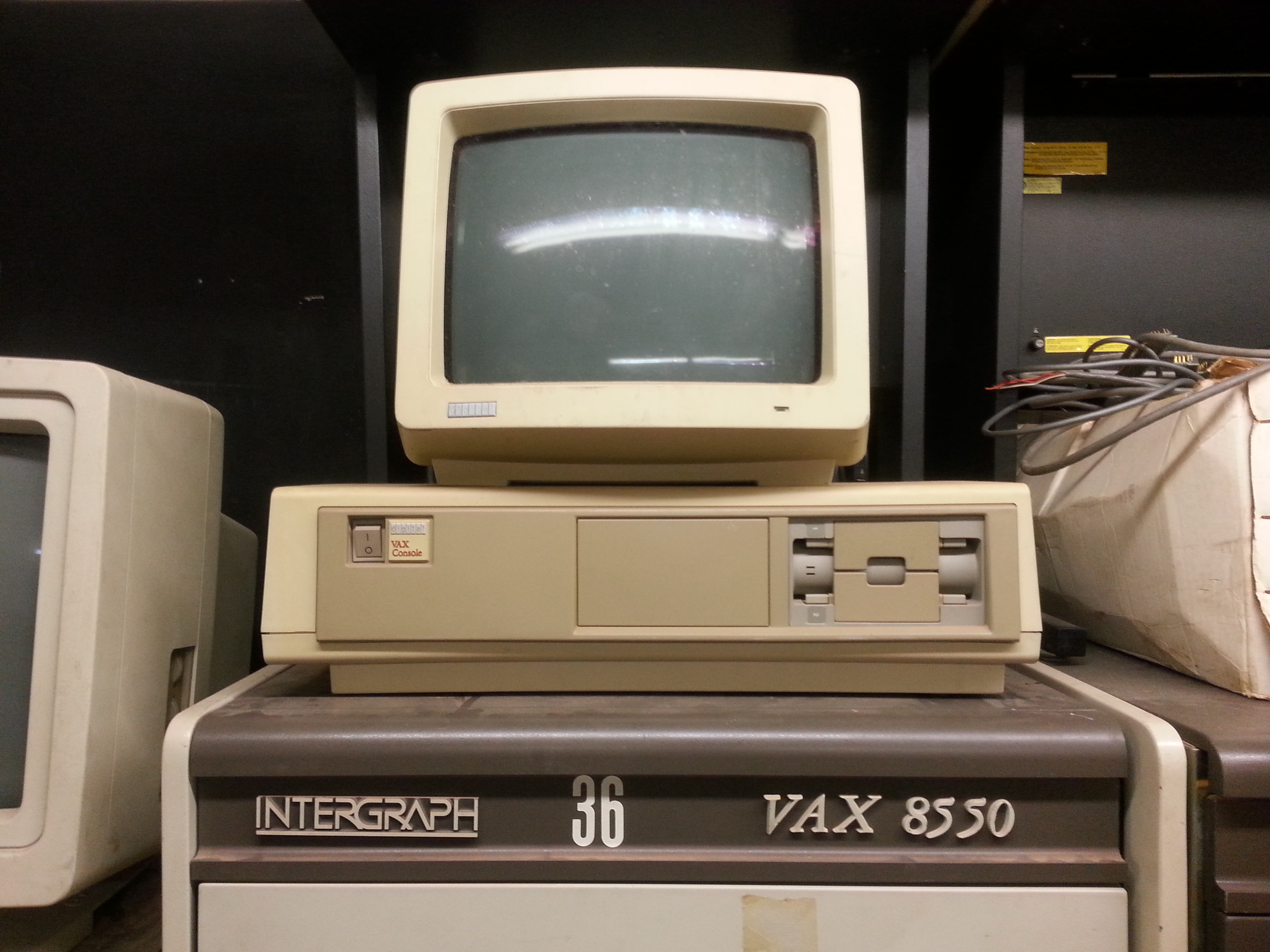
VAX 8550의 콘솔용으로 사용된 DEC 프로페셔널

DEC 프로페셔널(DEC Professional)에 관한 내용이다.
Professional 325(PRO-325), Professional 350(PRO-350) 및 Professional 380(PRO-380)은 PDP-11 호환 마이크로컴퓨터이다. Pro-325/350은 1982년에, Pro-380은 1985년에 디지털 이큅먼트 코퍼레이션(DEC)에 의해 IBM PC의 고급 경쟁자로 출시되었다.

## 역사
외관상 유사한 Rainbow 100 및 DECmate II(당시 출시)와 마찬가지로 PRO 시리즈는 LK201 키보드와 400KB 단면 4중 밀도 플로피 디스크 드라이브(RX50이라고도 함)를 사용하며 컬러 또는 흑백 모니터를 선택할 수 있다.
DEC의 경우 세 가지 중 어느 것도 호의적으로 받아들여지지 않으며 업계는 대신 서로 호환되는 바이너리 프로그램인 인텔 8088 기반 IBM PC 호환 제품으로 표준화했다. 어떤 면에서는 PDP-11 마이크로프로세서가 인텔 기반 칩보다 기술적으로 우수하다. 8088은 20비트 주소 버스로 인해 메모리가 1MB로 제한되어 있는 반면, DEC 마이크로프로세서는 22비트 주소 지정으로 4MB에 액세스할 수 있다(비록 메모리의 직접 주소 지정은 두 접근 방식 모두에서 64KB 세그먼트로 제한되어 크기가 제한됨). 개별 코드 및 데이터 개체). 1984년 BYTE는 PC의 Venix가 DEC Professional 및 PDP-11/23의 동일한 운영 체제보다 성능이 뛰어났다고 보고했다.
더욱이, PDP-11은 매우 성공적인 미니컴퓨터였음에도 불구하고 저렴한 중소기업용 소프트웨어에 대한 폭넓은 기반이 부족했다. 이에 비해 기존의 많은 CP/M 애플리케이션은 유사한 8086/8088 칩 및 MS-DOS 운영 체제로 쉽게 이식되었다. 기존 PDP-11 소프트웨어를 PRO로 포팅하는 것은 상위 제품 라인과 부분적으로 호환되지 않는 설계 결정으로 인해 복잡해졌다. 업계 비평가들은 DEC가 뒤늦게 저가형 PC와의 가격 경쟁으로부터 더 수익성이 높은 주류 PDP-11을 "보호"하려고 했기 때문에 이러한 비호환성은 적어도 부분적으로 의도적인 것으로 나타났다고 관찰했다.
PRO는 사무용 개인용 컴퓨터나 과학용 워크스테이션으로 널리 받아들여지지 않았다. 시장은 인텔 8086이나 모토로라 68000 기반 컴퓨터로 향했다. DEC가 대용량 PC 시장에서 중요한 기반을 확보하지 못한 것은 뉴잉글랜드의 컴퓨터 하드웨어 산업이 종말을 맞이하는 시작이 될 것이다. 왜냐하면 그곳에 위치한 거의 모든 컴퓨터 회사가 DEC에서 데이너 제너럴, 왕, 프라임, 컴퓨터비전, 허니웰, 심볼릭스 등 대기업에 이르기까지 대규모 조직을 위한 미니컴퓨터에 집중했기 때문이다.